# Wereldbeker schaatsen 2017/2018 - Wereldbekerfinale
De wereldbeker schaatsen 2017/2018 wereldbekerfinale was de zesde en laatste wedstrijd van het wereldbekerseizoen en vond plaats op 17 en 18 maart 2018 in de Minsk Arena te Minsk in Wit-Rusland. Omdat het de wereldbekerfinale was, waren er bonuspunten te verdienen.

## Tijdschema
| Datum             | Onderdeel |
| ----------------- | --- |
| Zaterdag 17 maart | 1e 500 m vrouwen 1e 500 m mannen ploegenachtervolging vrouwen ploegenachtervolging mannen 1000 m vrouwen 1000 m mannen 3000 m vrouwen 5000 m mannen |
| Zondag 18 maart   | 2e 500 m vrouwen 2e 500 m mannen 1500 m vrouwen 1500 m mannen teamsprint vrouwen teamsprint mannen massastart vrouwen massastart mannen             |

## Podia

### Mannen
| Wedstrijd            | Goud                                                                        | Tijd              | Zilver                                                    | Tijd              | Brons                                                     | Tijd              |
| 1e 500 m             | Hein Otterspeer Nederland                                                   | 35,06             | Jan Smeekens Nederland                                    | 35,07             | Ronald Mulder Nederland                                   | 35,08             |
| 2e 500 m             | Jan Smeekens Nederland                                                      | 34,83             | Dai Dai N'tab Nederland                                   | 34,94             | Hein Otterspeer Nederland                                 | 34,97             |
| 1000 m               | Kjeld Nuis Nederland                                                        | 1.09,23           | Kai Verbij Nederland                                      | 1.09,40           | Håvard Holmefjord Lorentzen Noorwegen                     | 1.09,45           |
| 1500 m               | Sverre Lunde Pedersen Noorwegen                                             | 1.45,47           | Denis Joeskov Rusland                                     | 1.45,64           | Allan Dahl Johansson Noorwegen                            | 1.45,99           |
| 5000 m               | Sverre Lunde Pedersen Noorwegen                                             | 6.22,15           | Aleksandr Roemjantsev Rusland                             | 6.23,81           | Marcel Bosker Nederland                                   | 6.24,12           |
| Massastart           | Simon Schouten Nederland                                                    | 65 punten 8.01,83 | Shota Nakamura Japan                                      | 43 punten 8.02,96 | Danila Semerikov Rusland                                  | 21 punten 8.07,88 |
| Teamsprint           | Noorwegen Sindre Henriksen Håvard Holmefjord Lorentzen Henrik Fagerli Rukke | 1.20,89           | Polen Piotr Michalski Konrad Niedźwiedzki Artur Nogal     | 1.22,11           | Rusland Aleksej Jesin Artjom Koeznetsov Roeslan Moerasjov | 1.22,54           |
| Ploegenachtervolging | Noorwegen Håvard Bøkko Simen Spieler Nilsen Sverre Lunde Pedersen           | 3.43,88           | Italië Riccardo Bugari Andrea Giovannini Michele Malfatti | 3.49,15           | Japan Shota Nakamura Ryosuke Tsuchiya Shane Williamson    | 3.51,84           |

### Vrouwen
| Wedstrijd            | Goud                                                          | Tijd              | Zilver                                                      | Tijd              | Brons                                                             | Tijd              |
| 1e 500 m             | Karolína Erbanová Tsjechië                                    | 38,28             | Vanessa Herzog Oostenrijk                                   | 38,29             | Angelina Golikova Rusland                                         | 38,40             |
| 2e 500 m             | Angelina Golikova Rusland                                     | 38,08             | Vanessa Herzog Oostenrijk                                   | 38,11             | Olga Fatkoelina Rusland                                           | 38,20             |
| 1000 m               | Marrit Leenstra Nederland                                     | 1.15,82           | Hege Bøkko Noorwegen                                        | 1.16,03           | Jekaterina Sjichova Rusland                                       | 1.16,73           |
| 1500 m               | Miho Takagi Japan                                             | 1.56,36           | Marrit Leenstra Nederland                                   | 1.57,23           | Lotte van Beek Nederland                                          | 1.57,98           |
| 3000 m               | Antoinette de Jong Nederland                                  | 4.08,85           | Marina Zoejeva Wit-Rusland                                  | 4.11,63           | Ivanie Blondin Canada                                             | 4.11,77           |
| Massastart           | Ayano Sato Japan                                              | 60 punten 9.23,87 | Ivanie Blondin Canada                                       | 40 punten 9.23,92 | Francesca Lollobrigida Italië                                     | 25 punten 9.24,52 |
| Teamsprint           | Rusland Olga Fatkoelina Angelina Golikova Jekaterina Sjichova | 1.28,24           | Nederland Lotte van Beek Letitia de Jong Marrit Leenstra    | 1.28,57           | Noorwegen Hege Bøkko Ida Njåtun Martine Ripsrud                   | 1.28,65           |
| Ploegenachtervolging | Japan Ayaka Kikuchi Fuyo Matsuoka Miho Takagi                 | 3.00,18           | Nederland Lotte van Beek Antoinette de Jong Marrit Leenstra | 3.05,21           | Duitsland Gabriele Hirschbichler Claudia Pechstein Michelle Uhrig | 3.08,56           |